# یونیپر
یونیپر (انگلیسی: Uniper) شرکت ارائه دهنده ی خدمات برق و گرمایش است، که در سال ۲۰۱۶ تأسیس شد.